# Qualidade da água
A qualidade da água é um conjunto de características físicas, químicas e biológicas que ela apresenta, de acordo com a sua utilização. Os padrões de classificação mais usados pretendem classificar a água de acordo com a sua potabilidade, a segurança que apresenta para o ser humano e para o bem estar dos ecossistemas.
Assim, de acordo com a sua utilização, existe um conjunto de critérios e normas para a qualidade da água, que variam com a sua finalidade, seja ela consumo humano, uso industrial ou agrícola, lazer ou manutenção do equilíbrio ambiental.
Para caracterizar uma água, são determinados diversos parâmetros, os quais representam as suas características físicas, químicas e biológicas. Esses parâmetros são indicadores da qualidade da água e constituem impurezas quando alcançam valores superiores aos estabelecidos para determinado uso. Os principais indicadores de qualidade da água são discutidos a seguir, separados sob os aspectos físicos, químicos (por meio de parâmetros que classificam o seu conteúdo mineral, o grau de contaminação e o equilíbrio bioquímico) e biológicos.

## Parâmetros físicos
1. Temperatura: medida da intensidade de calor; é um parâmetro importante, pois, influencia em algumas propriedades da água (densidade, viscosidade, oxigênio dissolvido), com reflexos sobre a vida aquática. A temperatura pode variar no decorrer das fontes naturais (energia solar) e fontes antropogênicas (despejos industriais e águas de resfriamento de máquinas).
2. Sabor e odor: resultam de causas naturais (algas; vegetação em decomposição; bactérias; fungos; compostos orgânicos, tais como gás sulfídrico, sulfatos e cloretos) e artificiais (esgotos domésticos e industriais). O padrão de potabilidade: água completamente inodora.
3. Cor: resulta da existência, na água, de substâncias em solução; pode ser causada pelo ferro ou manganês, pela decomposição da matéria orgânica da água (principalmente vegetais), pelas algas ou pela introdução de esgotos industriais e domésticos. Padrão de potabilidade: intensidade de cor inferior a 5 unidades.
4. Turbidez: presença de matéria em suspensão na água, como argila, substâncias orgânicas divididas, organismos microscópicos e outras partículas. O padrão de potabilidade: turbidez inferior a 1 unidade.
5. Sólidos:
  - Sólidos em suspensão: resíduo que permanece num filtro de asbesto após filtragem da amostra. Podem ser divididos em:
    - Sólidos sedimentáveis: sedimentam após um período t de repouso da amostra;
    - Sólidos não sedimentáveis: somente podem ser removidos por processos de coagulação, floculação e decantação;

  - Sólidos dissolvidos: material que passa através do filtro. Representam a matéria em solução ou em estado coloidal presente na amostra de efluente;
6. Condutividade Elétrica: capacidade que a água possui de conduzir corrente elétrica. Este parâmetro está relacionado com a presença de íons dissolvidos na água, que são partículas carregadas eletricamente , quanto maior for a quantidade de íons dissolvidos, maior será a condutividade elétrica na água.[4]

## Parâmetros químicos
1. pH (potencial hidrogeniônico): representa o equilíbrio entre íons H+ e íons OH; varia de 0 a 14; indica se uma água é ácida (pH inferior a 7), neutra (pH igual a 7) ou alcalina (pH maior do que 7); o pH da água depende de sua origem e características naturais, mas pode ser alterado pela introdução de resíduos; pH baixo torna a água corrosiva; águas com pH elevado tendem a entupir as tubulações; a vida aquática depende do pH, sendo recomendável a faixa de 6 a 9.
2. Alcalinidade: causada por sais alcalinos, principalmente de sódio e cálcio; mede a capacidade da água de neutralizar os ácidos; em teores elevados, pode proporcionar sabor desagradável à água, tem influência nos processos de tratamento da água.
3. Dureza: resulta da presença, principalmente, de sais alcalinos terrosos (cálcio e magnésio), ou de outros metais bivalentes, em menor intensidade, em teores elevados; causa sabor desagradável e efeitos laxativos; reduz a formação da espuma do sabão, aumentando o seu consumo; provoca entupimento nas tubulações e caldeiras.
4. Cloretos: Os cloretos, geralmente, provêm da dissolução de minerais ou da intrusão de águas do mar; podem, também, advir dos esgotos domésticos ou industriais; em altas concentrações, conferem sabor salgado à água ou propriedades laxativas.
5. Ferro e manganês: podem originar-se da dissolução de compostos do solo ou de despejos industriais; causam coloração avermelhada à água, no caso do ferro, ou marrom, no caso do manganês, manchando roupas e outros produtos industrializados; conferem sabor metálico à água; as águas ferruginosas favorecem o desenvolvimento das ferrobactérias, que causam maus odores e coloração à água e obstruem as canalizações.
6. Nitrogênio: o nitrogênio pode estar presente na água sob várias formas: molecular, amônia, nitrito, nitrato; é um elemento indispensável ao crescimento de algas, mas, em excesso, pode ocasionar um exagerado desenvolvimento desses organismos, fenômeno chamado de eutrofização; o nitrato, na água, pode causar a meta-hemoglobinemia; a amônia é tóxica aos peixes; são causas do aumento do nitrogênio na água: esgotos domésticos e industriais, fertilizantes, excrementos de animais.
7. Fósforo: encontra-se na água nas formas de ortofosfato, polifosfato e fósforo orgânico; é essencial para o crescimento de algas, mas, em excesso, causa a eutrofização; suas principais fontes são: dissolução de compostos do solo; decomposição da matéria orgânica, esgotos domésticos e industriais; fertilizantes; detergentes; excrementos de animais.
8. Fluoretos: os fluoretos têm ação benéfica de prevenção da cárie dentária; em concentrações mais elevadas, podem provocar alterações da estrutura óssea ou a fluorose dentária (manchas escuras nos dentes).
9. Oxigênio Dissolvido (OD): é indispensável aos organismos aeróbios; a água, em condições normais, contém oxigênio dissolvido, cujo teor de saturação depende da altitude e da temperatura; águas com baixos teores de oxigênio dissolvido indicam que receberam matéria orgânica; a decomposição da matéria orgânica por bactérias aeróbias é, geralmente, acompanhada pelo consumo e redução do oxigênio dissolvido da água; dependendo da capacidade de autodepuração do manancial, o teor de oxigênio dissolvido pode alcançar valores muito baixos, ou zero, extinguindo-se os organismos aquáticos aeróbios.
10. Matéria Orgânica: a matéria orgânica da água é necessária aos seres heterótrofos, na sua nutrição, e aos autótrofos, como fonte de sais nutrientes e gás carbônico; em grandes quantidades, no entanto, podem causar alguns problemas, como: cor, odor, turbidez, consumo do oxigênio dissolvido, pelos organismos decompositores. O consumo de oxigênio é um dos problemas mais sérios do aumento do teor de matéria orgânica, pois provoca desequilíbrios ecológicos, podendo causar a extinção dos organismos aeróbios. Geralmente, são utilizados dois indicadores do teor de matéria orgânica na água: Demanda Bioquímica de Oxigênio (DBO) e Demanda Química de Oxigênio (DQO).
11. Demanda Bioquímica de Oxigênio (DBO): é a quantidade de oxigênio necessária à oxidação da matéria orgânica por ação de bactérias aeróbias. Representa, portanto, a quantidade de oxigênio que seria necessário fornecer às bactérias aeróbias, para consumirem a matéria orgânica presente em um líquido (água ou esgoto).
12. Demanda Química de Oxigênio (DQO): é a quantidade de oxigênio necessária à oxidação da matéria orgânica, através de um agente químico. A DQO também é determinada em laboratório, em prazo muito menor do que o teste da DBO. Para o mesmo líquido, a DQO é sempre maior que a DBO.
13. Componentes Inorgânicos: alguns componentes inorgânicos da água, entre eles os metais pesados, são tóxicos ao homem: arsênio, cádmio, cromo, chumbo, mercúrio, prata, cobre e zinco; além dos metais, pode-se citar os cianetos; esses componentes, geralmente, são incorporados à água através de despejos industriais ou a partir das atividades agrícolas, de garimpo e de mineração.
14. Componentes orgânicos: alguns componentes orgânicos da água são resistentes á degradação biológica, acumulando-se na cadeia alimentar; entre esses, citam-se os agrotóxicos, alguns tipos de detergentes e outros produtos químicos, os quais são tóxicos.[5]

## Parâmetros biológicos
- Coliformes: são indicadores de presença de microrganismos patogênicos na água; os coliformes fecais existem em grande quantidade nas fezes humanas e, quando encontrados na água, significa que a mesma recebeu esgotos domésticos, podendo conter microrganismos causadores de doenças.
- Algas: as algas desempenham um importante papel no ambiente aquático, sendo responsáveis pela produção de grande pane do oxigênio dissolvido do meio; em grandes quantidades, como resultado do excesso de nutrientes (eutrofização), trazem alguns inconvenientes: sabor e odor; toxidez, turbidez e cor; formação de massas de matéria orgânica que, ao serem decompostas, provocam a redução do oxigênio dissolvido; corrosão; interferência nos processos de tratamento da água: aspecto estético desagradável.[6]

## Indicadores de qualidade - índice de qualidade das águas (IQA)
O índice de qualidade das águas foi criado em 1970, nos Estados Unidos, pela National Sanitation Foundation. A partir de 1975 começou a ser utilizado pela CETESB (Companhia Ambiental do Estado de São Paulo). Nas décadas seguintes, outros estados brasileiros adotaram o IQA, que hoje é o principal índice de qualidade da água utilizado no país.
O IQA foi desenvolvido para avaliar a qualidade da água bruta visando seu uso para o abastecimento público, após tratamento. Os parâmetros utilizados no cálculo do IQA são em sua maioria indicadores de poluição causada pelo lançamento de esgotos domésticos.
A avaliação da qualidade da água obtida pelo IQA apresenta limitações, já que este índice não analisa vários parâmetros importantes para o abastecimento público, tais como substâncias tóxicas (ex: metais pesados, pesticidas, compostos orgânicos), protozoários patogênicos e substâncias que interferem nas propriedades organolépticas da água. O IQA é composto por nove parâmetros (A), com seus respectivos pesos (w), que foram fixados em função da sua importância para a conformação global da qualidade da água.
| PARÂMETRO DE QUALIDADE DA ÁGUA           | PESO (w) |
| ---------------------------------------- | -------- |
| Oxigênio Dissolvido                      | 0,17     |
| Coliformes termotolerantes               | 0,15     |
| Demanda Bioquímica de Oxigênio - DBO5,20 | 0,10     |
| Temperatura da água                      | 0,10     |
| Potencial hidrogeniônico - pH            | 0,12     |
| Nitrogênio total                         | 0,10     |
| Turbidez                                 | 0,08     |
| Resíduo total                            | 0,08     |
| Fósforo total                            | 0,10     |

### Descrição de alguns parâmetros do IQA

#### Potencial hidrogeniônico(pH)
O pH afeta o metabolismo de várias espécies aquáticas. A Resolução CONAMA 357 estabelece que para a proteção da vida aquática o pH deve estar entre 6 e 9. Alterações nos valores de pH também podem aumentar o efeito de substâncias químicas que são tóxicas para os organismos aquáticos, tais como os metais pesados.

#### Oxigênio dissolvido
O oxigênio dissolvido é vital para a preservação da vida aquática, já que vários organismos (ex: peixes) precisam de oxigênio para respirar. As águas poluídas por esgotos apresentam baixa concentração de oxigênio dissolvido pois o mesmo é consumido no processo de decomposição da matéria orgânica. Por outro lado as águas limpas apresentam concentrações de oxigênio dissolvido mais elevadas, geralmente superiores a 5 mg/L, exceto se houverem condições naturais que causem baixos valores deste parâmetro.As águas eutrofizadas (ricas em nutrientes) podem apresentar concentrações de oxigênio superiores a 10 mg/L, situação conhecida como supersaturação. Isto ocorre principalmente em lagos e represas em que o excessivo crescimento das algas faz com que durante o dia, devido a fotossíntese, os valores de oxigênio fiquem mais elevados.

#### Resíduo total
O resíduo total é a matéria que permanece após a evaporação, secagem ou calcinação da amostra de água durante um determinado tempo e temperatura.Quando os resíduos sólidos se depositam nos leitos dos corpos d’água podem causar seu assoreamento, que gera problemas para a navegação e pode aumentar o risco de enchentes. Além disso podem causar danos à vida aquática pois ao se depositarem no leito eles destroem os organismos que vivem nos sedimentos e servem de alimento para outros organismos, além de danificar os locais de desova de peixes.

#### Turbidez
A turbidez indica o grau de atenuação que um feixe de luz sofre ao atravessar a água. Esta atenuação ocorre pela absorção e espalhamento da luz causada pelos sólidos em suspensão (silte, areia, argila, algas, detritos, etc.).O aumento da turbidez faz com que uma quantidade maior de produtos químicos (ex: coagulantes) sejam utilizados nas estações de tratamento de águas, aumentando os custos de tratamento. Além disso, a alta turbidez também afeta a preservação dos organismos aquáticos, o uso industrial e as atividades de recreação.
Ver também:
- Poluição da água
- Águas residuais
- Modelos de qualidade da água